# Brodowski (kommun i Brasilien)
Brodowski är en kommun i Brasilien.   Den ligger i delstaten São Paulo, i den sydöstra delen av landet, 600 km söder om huvudstaden Brasília. Antalet invånare är 21 105. Arean är 75 kvadratkilometer.
Terrängen i Brodowski är varierad.
Följande samhällen finns i Brodowski:
- Brodósqui

Omgivningarna runt Brodowski är en mosaik av jordbruksmark och naturlig växtlighet. Runt Brodowski är det glesbefolkat, med 17 invånare per kvadratkilometer.